# Tiruchengode
Tiruchengode (Tamil: திருச்செங்கோடு Tirucceṅkōṭu [ˈt̪irɯt͡ʃeŋɡoːɖɯ], auch Thiruchengode, Tiruchengodu) ist eine Stadt im indischen Bundesstaat Tamil Nadu. Die Einwohnerzahl beträgt rund 95.000 (Volkszählung 2011).

## Lage
Tiruchengode liegt im Distrikt Namakkal in der Region Kongu Nadu im Westen Tamil Nadus. Die nächstgrößeren Städte sind Erode rund 20 Kilometer westlich, Namakkal 35 Kilometer südöstlich sowie Salem 50 Kilometer nordöstlich. Die Entfernung nach Chennai, die Hauptstadt Tamil Nadus, beträgt rund 400 Kilometer. Tiruchengode ist Hauptort des Taluks (Subdistrikts) Tiruchengode im Distrikt Namakkal.

## Bevölkerung
Laut der indischen Volkszählung 2011 hat Tiruchengode 95.335 Einwohner. 96 Prozent der Einwohner sind Hindus, Muslime (3 Prozent) und Christen (1 Prozent) stellen nur kleine Minderheiten. Die Hauptsprache ist, wie in ganz Tamil Nadu, das Tamil, das von 92 Prozent der Bevölkerung als Muttersprache gesprochen wird. Daneben gibt es Minderheiten von Sprechern des Telugu (6 Prozent) und Urdu (2 Prozent).

## Sehenswürdigkeiten

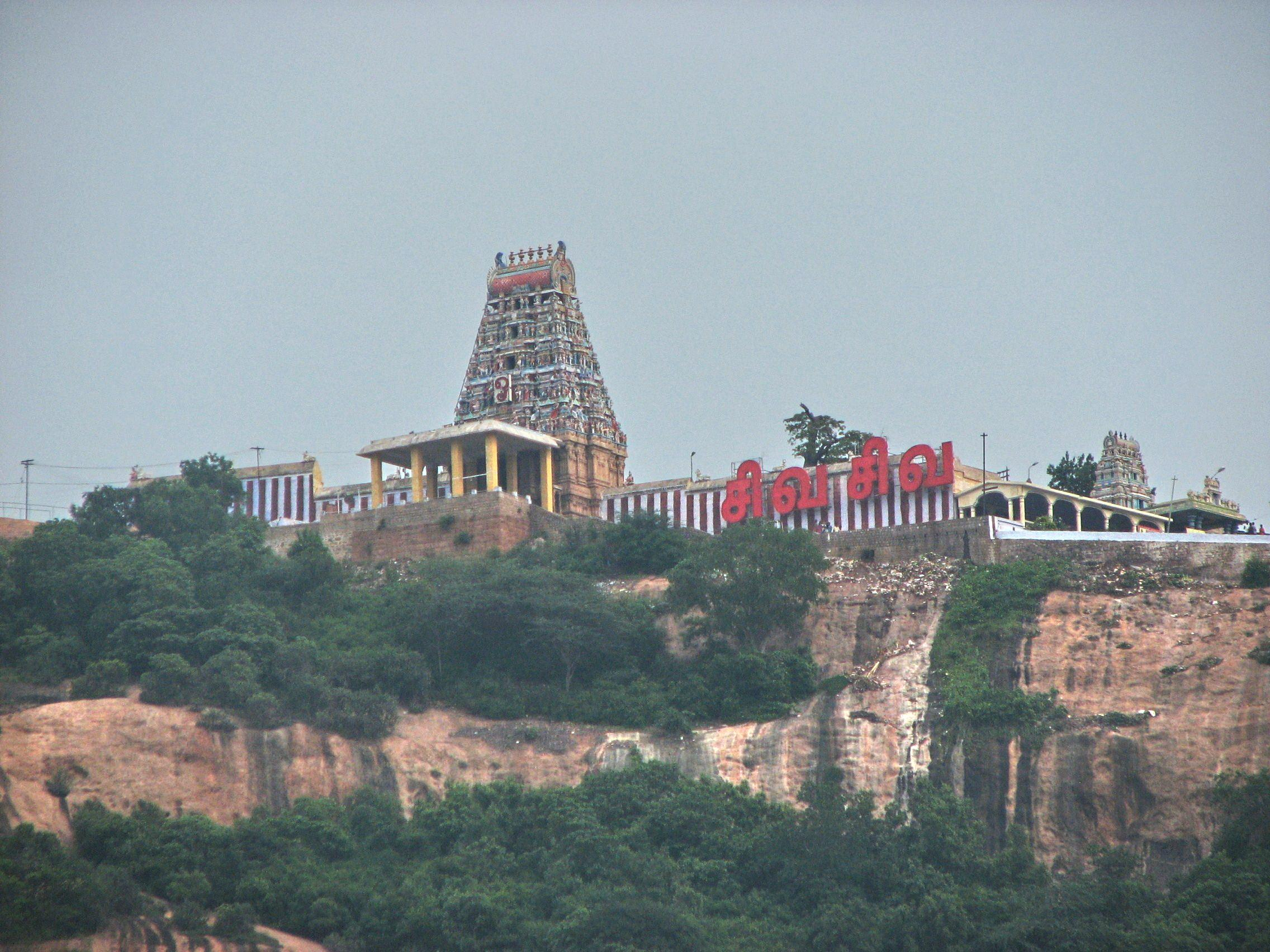
Der Ardhanarishvara-Tempel in Tiruchengode

Der Name Tiruchengode bedeutet in der lokalen Sprache Tamil „heiliger (tiru) roter Hügel“ und verweist auf den Berg, zu dessen Füßen die Stadt Tiruchengode liegt. Der 586 Meter hohe Berg aus rötlichem Gestein erhebt sich rund 300 Meter über die Stadt. Auf seinem Gipfel steht ein bedeutender Hindutempel, der dem Gott Shiva als Ardhanarishvara („der Herr, der zur Hälfte eine Frau ist“) geweiht ist. Ein Pfad mit rund 1200 Treppenstufen führt von der Stadt zum Nordeingang des Ardhanarishvara-Tempels. Im Inneren des Tempels befindet sich neben dem Hauptschrein, in dem Shiva in seiner androgynen Gestalt als Ardhanarishvara, auch ein wichtiges Heiligtum des Gottes Murugan (Subrahmanya). Ein weiterer Shiva geweihter Tempel, der Kailasanatha-Tempel, befindet sich im am Fuße des Berges im Stadtzentrum. Beide Tempel stammen in ihrer heutigen Gestalt aus der Chola-Zeit und wurden im 17./18. Jahrhundert erweitert. Der Ardhanarishvara-Tempel wurde allerdings schon im 7. Jahrhundert in den Tevaram-Hymnen des Dichterheiligen Sambandar besungen. Er gehört daher zu den 274 heiligen Orten des tamilischen Shivaismus (Padal Petra Sthalams).

## Persönlichkeiten
- Venmani Selvanather (1913–1993), römisch-katholischer Geistlicher, Erzbischof von Pondicherry und Cuddalore